# Has (Osmansko Carstvo)
Has je bio oblik timara u širem smislu. Spadao je u skupinu prihoda viših od zeameta. Obuhvaćao je skupinu prihoda iznad 100.000 akča. Vlasnik hasa nosio je naslov beglerbega, beg nad begovima, odnosno ovaj posjed bio je namijenjen visokim državnim i vojnim dužnosnicima.